# Boyup Brook
Boyup Brook is een plaats in de regio South West in West-Australië. Het ligt 269 kilometer ten zuidoosten van Perth, 126 kilometer ten oosten van Bunbury en 31 kilometer ten oosten van Bridgetown. In 2021 telde het dorp 938 inwoners.

## Geschiedenis
De Bibbulmun Nyungah Aborigines waren de oorspronkelijke bewoners van de streek. De naam Boyup Brook is vermoedelijk afgeleid van een aborigineswoord. Buyu zou "plaats van de grote stenen" en Booy "plaats van veel rook" betekenen. De grote stenen zouden verwijzen naar de granieten rotsen langs de bovenloop van de Blackwood; de rook zou verwijzen naar de rook van brandende grasbomen.
De eerste Europeaan die de streek verkende was Augustus C. Gregory. Hij kerfde zijn naam en het jaartal 1845 in een boom. Commodore Scott was de eerste kolonist die zich in de streek vestigde. Hij bouwde de hofstede Norlup aan Scotts Brook, ten zuiden van het huidige Boyup Brook, in 1854. Scott werd gevolgd door James George Lee Steere die zich in 1861 langs de Blackwood vestigde. William Forrest begon in 1871 een boerderij die noemde het Dwalganup noemde. Tegen 1882 woonden er negentien families in de streek die bekend stond als Upper Blackwood. De eerste kolonisten verdienden de kost door op kangoeroes te jagen en hout te hakken. In 1899 vormden lokale landbouwers het "Upper Blackwood Progress Committee". Ze vroegen de overheid om grondgebied te voorzien voor een dorpsite waar ze een school en plaatsen voor erediensten en onder publieke doelen wilden zien verrijzen. Een onderzoek werd uitgevoerd, kavels opgemeten en in 1900 werd Boyup gesticht.
Op 9 januari 1900 werd de eerste school geopend. Tegen 1909 bereikte de spoorweg vanuit Donnybrook het plaatsje en werd er een spoorwegstation geopend. Er werd dat jaar ook begonnen met de bouw van een 'Agricultural Hall'. Om verwarring met het dorpje Boyanup te voorkomen werd de naam Boyup in 1909 naar Boyup Brook veranderd. Tot 1912 zou het schooltje dienen als postkantoor. In 1924 werd een nieuw postkantoor gebouwd. Na de Eerste Wereldoorlog werd een ziekenhuis gebouwd als oorlogsmonument.
Begin jaren 1940, tijdens de Tweede Wereldoorlog, werd een vlasmolen gebouwd in het dorp. Vlas was een veelgebruikt materiaal tijdens de oorlog. Er werd touw en zeildoek van gemaakt. De molen bleef in bedrijf tot in de jaren 1960. In 1955 waren er onder meer drie banken, vier cafés, een hotel, twee appelverpakkingsschuren, twee beenhouwers, vier garages, twee voedingswinkels, twee bakkers, een gokkantoor en een hostel in het dorp. Er waren ook een aantal houtzagerijen actief in het district. De laatste houtzagerij sloot de deuren in 1982.

## 21e eeuw
Boyup Brook is het administratieve en dienstencentrum van het lokale bestuursgebied Shire of Boyup Brook. Het heeft een zwembad, een bibliotheek, een katholieke basisschool, een districtsschool (basis en secundair), een landbouwinstituut, een hospitaal, een rusthuis, een apotheek en verscheidene sportclubs.
Voor de graanproducenten uit de omgeving is er een verzamel- en ophaalpunt van de Co-operative Bulk Handling Group.

## Toerisme
Het toerismebureau is gevestigd in de "Agricultural Hall" uit 1909. De Carnaby Collection of Beetles and Butterflies vindt er onderdak en men kan er informatie bekomen over de bezienswaardigheden uit de streek:
- Harvey Dickson's Country Music Centre organiseert elk jaar het Brook Country Music Festival.
- Het Pioneers Museum is een streekmuseum. Het bevat een vrijmetselaarsloge, een mortuarium, een trein en een spooraansluiting, een klaslokaal en landbouwmachines.
- De Gregory Tree is de boomstronk met daarin Augustus C. Gregory's initialen en het jaartal 1845 gekerfd.
- De Boyup Brook Flax Mill is een recreatie en campingplaats aan de vlasmolen uit de Tweede Wereldoorlog.
- Kura Kartaga Langa Reserve - Boyup Brook Billabong and Trail is een korte wandeling naar een waterpoel omringd met rotsen. 'Kura Kartaga Langa' is Nyungah voor "plaats van bijzondere herinneringen".
- Roo Gully Wildlife Sanctuary is een dierenasiel waar gewonde of jonge verdwaalde dieren worden verzorgd.
- De Bicentennial Walk Trail is een zes kilometer lang wandelpad langs de rivier Blackwood en de Boyupbeek. In de lente zijn er wilde bloemen te zien.
- De Heritage Trail Town Walk doet het plaatselijke erfgoed aan. Informatie wordt door middel van koperen platen gecommuniceerd.
- Van de vlasmolen is er een twee uur durende wandeling over de oude spoorwegbedding naar de Newlgalup Pool.